# Топузево
Топу̀зево е село в Югоизточна България, община Котел, област Сливен.

## География
Село Топузево се намира на около 38 km север-североизточно от областния център Сливен, около 12 km север-североизточно от общинския център Котел и около 14 km юг-югоизточно от град Омуртаг. Разположено е в историко-географската област Герлово, ниско по северния долинен склон на река Голяма Камчия в южното подножие на Лиса планина, на около 200 – 300 m в южната си част от реката. Надморската височина в центъра на селото при сградата на кметството е около 370 m, а наклонът на терена е предимно на югоизток. Климатът е умереноконтинентален.
Общински път – северно отклонение в село Филаретово от третокласния републикански път III-706, минава през Топузево и води на североизток от него до село Соколарци.
Землището на село Топузево граничи със землищата на: село Соколарци на север; село Ябланово на североизток; село Малко село на изток; село Филаретово на юг; село Орлово на запад; село Българаново на северозапад.
Населението на село Топузево, наброявало 220 души при преброяването към 1934 г. и нараснало до 288 към 1975 г., намалява до 206 към 1992 г. и 98 (по текущата демографска статистика за населението) към 2021 г.
При преброяването на населението към 1 февруари 2011 г., от обща численост 126 лица, за 125 е посочена принадлежност мъм „турска“ етническа група.

## История
До 1934 г. селото се нарича Тòпузлар.

## Обществени институции
Село Топузево към 2023 г. е център на кметство Топузево.
В селото има джамия.